# Ferdinand Kaindl
Ferdinand Kaindl, född 1901, var en friidrottare från Österrike. Han deltog vid olympiska sommarspelen 1924.